# Trgovište (Knjaževac)
Trgovište (srbsky Трговиште) je vesnice ve východní části Srbska, administrativně spadající pod opštinu Knjaževac. Vesnice se nachází jihovýchodně od samotného města, v údolí říčky Trgovački Timok, resp. na ústí potoka do této říčky. Z východu je obklopena kopci s nadmořskou výškou 450 m n. m.
Z národnostního hlediska je obyvatelstvo v drtivé většině srbské národnosti (99 %).
Vesnicí prochází silnice č. 221 regionálního významu, která vede z Knjaževace do Pirotu v jihovýchodním Srbsku. Ta má ve velké části Trgovište podobu městské ulice (Trgoviška). Železniční spojení obec nemá. Vlivem rozšiřování města Knjaževace se část jeho zástavby nachází na území obce Trgovište. Z vesnice vede také regionální cesta do odlehlého Vidovace.
Z veřejné vybavenosti vesnice lze zmínit fotbalový stadion OFK Knjaz a základní školu, které nese název podle Branka Radičeviće.